# Помещение камерного типа
Помещение камерного типа (сокращённо ПКТ) — специальное помещение, отдел исправительного органа (тюрьма в колонии), камера с более строгим режимом содержания, в котором содержатся осужденные к лишению свободы, переведенные в порядке взыскания за злостные нарушения установленного порядка отбывания наказания в исправительных колониях в условиях общего, строгого и особого режимов. 
Взыскание в форме содержания в ПКТ, как правило, не превышает для мужчин полугода, а для осужденных женщин — 3 месяцев.
Осужденные, отбывающие наказание в ПКТ привлекаются к труду отдельно от других осужденных. Досрочный перевод осужденных из ПКТ исправительных колоний общего, усиленного и строгого режимов не допускается, кроме случаев, когда это необходимо по состоянию здоровья осужденного согласно медицинскому заключению. К осужденным, переведенным в ПКТ, могут применяться все меры взыскания, кроме перевода в ПКТ.